# Lucien LaCoste
Luciendean Jean Baptiste LaCoste mlajši, bolj znan kot Lucien LaCoste. ameriški fizik in metrolog, * 25. avgust 1907, San Antonio, Teksas, ZDA, † 8. marec 1995.
LaCoste je soizumil sodoben gravimeter in izumil gravimetre z vzmetmi ničelnih dolžin in gravimetre, nameščene na vozila. Bil je tudi soustanovitelj podjetja LaCoste Romberg, uglednega podjetja za prodajo točnih gravimetričnih inštrumentov.

## Življenje in delo
LaCoste je odkril vzmet ničelne dolžine leta 1932, ko je opravljal nalogo pri dodiplomskem tečaju fizike Arnolda Romberga. Vzmet ničelne dolžine je vzmet, ki je podprta tako, da je njena sila sorazmerna z njeno dolžino in ne razdaljo, na katero je stisnjena. To pomeni, da vsaj del svojega potovanja ni v skladu s Hookovim zakonom stiskanja vzmeti.
Vzmet ničelne dolžine je izjemno pomembna za seizmometre in gravimetre, saj omogoča oblikovanje navpičnih nihal s (teoretično) neskončnimi periodami. V praksi so možne periode po tisoč sekund, kar je stokrat več kot pri drugih oblikah nihala.
V kratkem obdobju od leta 1932 je prišlo do revolucije v oblikovanju teh inštrumentov, ki je zastarala vse prejšnje modele.
V tem obdobju sta LaCoste in njegov učitelj fizike Romberg izumila prve sodobne seizmografe in gravimetre z uporabo jeklenih in kremenčevih vzmeti ničelne dolžine.
Ko je bil podiplomski študent, se je LaCoste odločil, da bo skupaj z Rombergom začel poslovati in prodajati napredne gravimetre podjetjem za raziskovanje nafte.
Najbolj znan LaCosteov izum je gravimeter, nameščen na ladjah in letalih. Ti so revolucionirali raziskovanje mineralov, saj so omogočili obsežna geološka raziskovanja. Glavna težava, ki jo je Lacoste premagal, je bila ločiti pospeške vozil od pospeškov zaradi gravitacije in izmeriti minutne spremembe gravitacije. Ker so pospeški vozila običajno več sto do tisočkrat močnejši od izmerjenih sprememb, se je ta izum štel za nemogočega, dokler ga ni predstavil LaCoste.
LaCoste je pokopan na Pokopališču Oakwood v Austinu.